# Озеро Весни
О́зеро Весни (лат. Lacus Veris) — місячне море, розташоване в південно-західній частині видимої сторони Місяця. Селенографічні координати об'єкта — 16°30′ пд. ш. 86°06′ зх. д. / 16.5° пд. ш. 86.1° зх. д., діаметр становить 396 км. Площа моря складає понад 12 000 км². Вік порід, за різними джерелами, оцінюється від 2,9 до 3,5 млрд років. Під час досліджень 1989 р., проведених Космічним центром імені Ліндона Джонсона це море було запропоновано, як одне з можливих місць для будівництва місячної бази.